# Hipercalvinismo
El hipercalvinismo es una rama de la teología protestante que niega el deber universal de los seres humanos de creer en Cristo para la salvación de sus almas. A veces se lo considera una variación del calvinismo, pero los críticos enfatizan sus diferencias con las creencias calvinistas tradicionales.

## Definiciones
Peter Toon señala que la expresión "hipercalvinismo" llegó a usarse generalmente en el siglo XIX, mientras que los términos "falso calvinismo" y "alto calvinismo" se usaron cerca del final del siglo XVIII para definir las mismas opiniones doctrinales. "Alto calvinismo" se ha utilizado a veces como sinónimo de hipercalvinismo, y en otras ocasiones como sinónimo del calvinismo de los cánones de Dort (1619). Aunque la doctrina de la expiación limitada se enseña en los Cánones de Dort, el término "hipercalvinismo" en generaciones anteriores se ha utilizado para definir a aquellos que rechazan la opinión de que la expiación es suficiente para toda la humanidad o que hay un plan general en la muerte de Cristo.

### Definiciones históricas del término
En su publicación de 1825, George Croft definió el hipercalvinismo como aferrarse a un diseño particular de la muerte de Cristo y negar un diseño general. También señala que los hipercalvinistas fueron generalmente llamados alto calvinistas porque tenían puntos de vista por encima del calvinismo genuino: negar que la muerte de Cristo fue "en cualquier aspecto" destinada a la salvación de todos, no invitar a todos a creer en Cristo para la salvación, afirmando que las invitaciones sólo deben darse a los que "deseen", y aferrándose a doctrinas antinómicas , que tienden a desanimar la santidad.  En un diccionario protestante de 1904,

### Definiciones modernas del término
Las definiciones modernas de hipercalvinismo generalmente lo distinguen de puntos del calvinismo, como la expiación limitada o el supralapsarianismo. Sin embargo, no hay unanimidad en cuanto a la definición.
Curt Daniel define el hipercalvinismo como "esa escuela del calvinismo supralapsario de cinco puntos que enfatiza tanto la soberanía de Dios al enfatizar demasiado el secreto [voluntad de Dios] sobre la voluntad revelada [de Dios] y la eternidad en el tiempo, que minimiza la responsabilidad de El hombre, en particular con respecto a la negación de la palabra 'oferta' en relación con la predicación del Evangelio de una expiación acabada y limitada, socavando así el deber universal de los pecadores de creer en salvación con la seguridad de que el Señor Jesucristo murió por ellos. " Daniel continúa sugiriendo que la diferencia real entre "Alto" e "Hiper-" Calvinismo es la palabra "oferta".
Iain Murray adopta un enfoque diferente, poniendo el énfasis en la negación de un "mandamiento universal de arrepentirse y creer" y la afirmación "que sólo tenemos garantía para invitar a Cristo a aquellos que son conscientes de un sentido de pecado y necesidad". 
Jim Ellis sostiene que "definir adecuadamente lo que constituye el error fundamental del hipercalvinismo" es problemático porque muchas definiciones "difuminan la distinción entre éste y el calvinismo legítimo", y la mayoría de ellas incluyen un aparente sesgo contra el calvinismo de cinco puntos. Ellis continúa diciendo que el hipercalvinismo "consiste en dos errores fundamentales: una negación del deber-fe y una negación resultante del llamado universal del evangelio".

## Adherentes
El término "hipercalvinista" se utiliza a veces como peyorativo ; Jim Ellis sugiere que "parece que cualquiera que esté a la derecha de la propia posición teológica es un juego justo para ser etiquetado como hipercalvinista".  A pesar de esto, las personas que han sido descritas como hipercalvinistas incluyen a John Skepp (m. 1721),  Lewis Wayman (m. 1764),  John Brine (m. 1765),  y John Gill (muerto en 1771).
David Engelsma señala que su propia denominación, las Iglesias protestantes reformadas en América , ha sido etiquetada como "hipercalvinista" por su rechazo de la " oferta bien intencionada del evangelio ".  Engelsma disputa esta etiqueta y dice que el hipercalvinismo es en cambio "la negación de que Dios en la predicación del evangelio llama a todos los que escuchan la predicación a arrepentirse y creer ... que la iglesia debe llamar a todos en la predicación. .. que los no regenerados tienen el deber de arrepentirse y creer ". 

## Diferencias del calvinismo ortodoxo

### Doctrina del hipercalvinismo
Las creencias que han sido denominadas "Hiper-Calvinismo" pueden verse en los escritos históricos de numerosos ministros calvinistas y claramente en los Artículos de Fe Estándar del Evangelio (Ver Artículos 24, 26, 27, 28 y 29).  El hipercalvinismo de estos artículos surgió en parte como una reacción al amyraldismo de hombres como Richard Baxter . Según JI Packer , Baxter "ideó una ruta intermedia ecléctica entre las doctrinas de la gracia reformada, arminiana y romana: interpretando el reino de Dios en términos de ideas políticas contemporáneas, explicó la muerte de Cristo como un acto de redención universal (penal y vicaria, pero no sustitutiva), en virtud de la cual Dios ha hecho una nueva ley ofreciendoperdón y amnistía al penitente . El arrepentimiento y la fe, siendo la obediencia a esta ley, son la justicia salvadora personal del creyente ". 

#### Artículos de fe estándar del Evangelio y declaraciones de ministros
Negación de la gracia suficiente en la expiación para todas las personas
artículo 28  establece un rechazo de la visión general de la redención de Richard Baxter y una negación de que haya un residuo de gracia en Cristo para las personas no elegidas si sólo la aceptan. El ministro bautista Daniel Whitaker razonó contra el "baxterianismo" y lo definió como la enseñanza de que Cristo murió intencionalmente solo por los elegidos, pero lo suficiente para el resto. Creía que el punto de vista baxteriano permitía una posible y probable salvación para las personas no elegidas de la suficiencia de la muerte de Cristo.  John Stevens, también ministro bautista , afirmó que ella expiación es "insuficiente" para salvar a aquellos a quienes Cristo nunca tuvo la intención de salvar. Razonó que Cristo nunca ha beneficiado a ninguna persona "involuntariamente" y que su valor meritorio no debe ser dividido ni confundido. 
Negación de los ofrecimientos indiscriminados del evangelio a todas las personas
artículo 24  declara una confesión de que las invitaciones del evangelio son solo para pecadores sensatos que son conscientes de su necesidad de Cristo, el artículo 27  establece una negación de que el no- los elegidos son siempre iluminados por el Espíritu Santo para recibir la gracia y el artículo 29  declara una confesión de que el evangelio debe ser predicado en todo el mundo sin ofertas indiscriminadas del evangelio a todos. El pastor bautista inglés John Gill negó que haya ofertas universales de gracia hechas a alguien, pero que la gracia y la salvación se publican y revelan en el evangelio.  La Iglesia Anglicana Inglesael pastor Robert Hawker sostuvo que Jesús solo invitaba a los cansados y cargados. Creía que estaba en "contradicción directa con las Escrituras " invitar a todos. También razonó que un intento de ofrecer a Cristo es "poco menos que una blasfemia" y aquellos que hacen invitaciones para atraer al mundo carnal a la fe y al arrepentimiento no conocen las Escrituras ni el poder de Dios. 
Negación del deber-fe
artículo 26 declara una confesión de que el hombre natural no debe recibir exhortaciones o deberes de arrepentirse y creer "espiritual y salvadora".  artículo 26 ha sido objeto de controversia sobre lo que se pretendía. En su libro "Lo que creen los bautistas estándar del Evangelio", JH Gosden aclara que este artículo no pretende minimizar el pecado de incredulidad. Él entendió que este artículo era una negación de que el hombre tiene el deber de creer que "cada individuo es él mismo" incluido en la obra de redención de Cristo y afirmó que el hombre es "inexcusable en su incredulidad" contra la palabra y las obras reveladas de Dios.pacto de gracia y hace de la fe una obra de la ley.  W. Kitchen razonó en una revista Strict Baptists que el deber-fe implicaría un diseño universal en la expiación al llamar a todas las personas a ejercer una fe que les garantice creer que Jesús se dio a sí mismo por ellos. 

### Doctrina calvinista ortodoxa
Mientras que el "hipercalvinismo" razona que la suficiencia de la expiación no se extiende más allá de su eficiencia, el "calvinismo ortodoxo" razona que Cristo sufrió lo suficiente por todo el mundo, pero eficientemente sólo por los elegidos.

#### Juan Calvino
Juan Calvino negó que los pecados de los réprobos hayan sido expiados, pero sostuvo que Cristo murió lo suficiente por todo el mundo y solo eficientemente por los elegidos .  Afirmó que Jesús hace su favor "común a todos" y ofrecido "indiscriminadamente a todos", aunque no "extendido a todos"; porque no todos le reciben.  También afirmó que es su incredulidad lo que impide que alguien reciba el beneficio de la muerte de Cristo. Con referencia al deseo de Dios con respecto a los impíos réprobos, Calvino condena la opinión de Georgius el siciliano de que "Dios quiere que todos los hombres se salven" y continúa diciendo "De acuerdo con su comprensión de ese pasaje, se sigue, por tanto, que Dios está decepcionado de sus deseos, o que todos los hombres sin excepción deben ser salvos ... ¿por qué, si tal es el caso, Dios no ordenó que el evangelio fuera predicado a todos los hombres indiscriminadamente desde el principio del mundo? sufrir] tantas generaciones de hombres vagar por tantas edades en todas las tinieblas de la muerte? " 

#### Confesiones y catecismos
Los Cánones de Dort afirman una suficiencia abundante en la muerte de Cristo de "valor y valor infinitos" para el mundo entero.  La palabra oferta u oferta gratuita se usó en los Estándares de Westminster  y el Catecismo Ampliado de Westminster no deja lugar a dudas de que la frase "gracia ofrecida" se usa en referencia a personas que "nunca vienen verdaderamente" a Cristo.  En su "Preguntas y respuestas sobre el catecismo más breve", John Brown abordó y respondió preguntas sobre la oferta gratuita del evangelio.; razonó que Dios ordena a toda persona que oye el evangelio que "quite de su mano el don de Cristo", que Cristo se ofrece a sí mismo "plena, libre, ferviente e indefinidamente" a todas las personas que escuchan el evangelio "sin excepción", que esta oferta es para el caso de cada persona "como si fuera nombrado en ella" y que aceptar la oferta de Cristo es estar persuadido de que "Cristo en la promesa es mío". 

## Oposición a la doctrina
Se instan varios pasajes de la Biblia [¿ por quién? ] en contradicción con las doctrinas que se consideran hipercalvinismo. Verificación de que tales citas de la Escritura fueron motivo de controversia doctrinal puede verse en William Styles ' Un Manual de fe y práctica ,  de Andrew Fuller El Evangelio digna de toda aceptación ,  de John Gill la causa de Dios y de la verdad ,  Universal Redemption de Richard Baxter ,  A Discourse Concerning Election and Reprobation  Daniel Whitby y William Button Consideración de la naturaleza de la fe especial en Cristo .  Arthur Pink es el autor de un artículo en el que defiende la doctrina de la fe como el deber ineludible de toda persona que escucha el evangelio.